# Alejandrino Irureta
Pedro Alejandrino Irureta y Artola (Tolosa, 13 de mayo de 1854-San Sebastián, agosto de 1912) fue un pintor español.

## Biografía
Natural de la localidad guipuzcoana de Tolosa, fue discípulo de la Academia de Bellas Artes de Vitoria, en Barcelona de la Escuela de la Lonja y en Madrid de la Escuela Superior de Bellas Artes. En esta última, aprendió de Federico de Madrazo, Carlos Luis de Ribera y Joaquín Espalter.
En la Exposición Nacional de 1881, presentó Un mendigo y Una ondina, lienzo este último premiado con medalla de tercera clase y que fue adquirido por Ignacio Bauer. A raíz de estos éxitos, la Diputación de Guipúzcoa lo pensionó para proseguir con sus estudios en Roma, donde coincidiría con pintores de la talla de José Villegas Cordero, Martín Rico, Federico Madrazo y José Echenagusia. Trabajó en, entre otros proyectos, la construcción de la catedral del Buen Pastor de San Sebastián y la organización de los Juegos Florales Euskaros, así como en otras empresas de la Real Sociedad Bascongada de Amigos del País.
Falleció en San Sebastián en agosto de 1912.